# Sigogne
Sigogne település Franciaországban, Charente megyében. Lakosainak száma 965 fő (2022. január 1.). Sigogne Chassors, Courbillac, Foussignac, Houlette, Mareuil, Les Métairies, Réparsac és Vaux-Rouillac községekkel határos.

## Népesség
A település népessége az elmúlt években az alábbi módon változott:
| Lakosok száma | 950  | 914  | 946  | 978  | 990  | 992  | 988  | 982  | 971  | 965  |
|               | 1968 | 1975 | 1990 | 2013 | 2015 | 2017 | 2018 | 2019 | 2021 | 2022 |